# 国家卫生与医学博物馆
国家卫生与医学博物馆（National Museum of Health and Medicine；缩写：NMHM）是位于美国马里兰州银泉的一所博物馆，距离华盛顿特区不远，由美国陆军军医处处长威廉·亚历山大·哈蒙德创办于1862年的美国内战时期，当时叫做陆军医疗博物馆（Army Medical Museum），1989年改现名，2011年搬至现址，隶属于国防健康局（Defense Health Agency）。